# グッド・バイ (漫画)
『グッド・バイ』は、羽生生純による日本の漫画作品。実業之日本社のウェブコミックサイト「COMICリュエル」にて2016年5月20日から2017年まで連載された。太宰治の同名小説を原案としている。

## 書誌情報
- 羽生生純『グッド・バイ』実業之日本社〈リュエルコミックス〉、全1巻
  1. 2017年3月17日発売、ISBN 978-4-408-41460-7

## テレビドラマ
2018年7月15日から9月30日までテレビ大阪・BSジャパン（現：BSテレビ東京）の『真夜中ドラマJ』で放送された。
キャッチコピーは「恋人たちと別れたいんです。」。

### キャスト
田島毛収〈29〉
演 - 大野拓朗

別所文代〈30〉
演 - 夏帆（4歳時：山﨑香歩）

りりこ〈27〉
演 - 佐津川愛美
美容師。
遥〈22〉
演 - 佐藤玲
キャバクラ嬢。
静〈26〉
演 - 三浦透子
ストリートミュージシャン。
桃子〈32〉
演 - 田中千絵
塾講師。
黒沼〈35〉
演 - 米村亮太朗

遠藤〈35〉
演 - マツモトクラブ
バーテンダー。
文豪風な常連客
演 - 宮下貴浩

真田
演 - タモト清嵐

笹原〈38〉
演 - 奥菜恵
心療内科医。

### スタッフ
- 原案 - 太宰治
- 原作 - 羽生生純『グッド・バイ』（実業之日本社 / リュエルコミックス刊）
- 脚本 - 舘そらみ
- 監督 - Yuki Saito、スミス、安食大輔
- 音楽 - 森優太
- ナレーター - 大和田伸也
- 主題歌 - Official髭男dism「バッドフォーミー」（ポニーキャニオン）[3]
- チーフプロデューサー - 徳岡敦朗（テレビ大阪）、津嶋敬介（ホリプロ）
- プロデューサー - 岡本宏毅（テレビ大阪）、宮川宗生（ホリプロ）
- コンテンツ - 金森啓（テレビ大阪）
- 制作 - テレビ大阪、ホリプロ
- 製作著作 - ドラマ「グッド・バイ」製作委員会

### 放送日程
| 各話   | 放送日  | サブタイトル                     | ラテ欄                 | 監督       |
| ------ | ------- | -------------------------------- | ---------------------- | ---------- |
| 第1話  | 7月15日 | 僕、グッドバイします!            | 平成ゲス男VS愛人5人    | Yuki Saito |
| 第2話  | 7月22日 | 恋人号泣! 始まったグッドバイ     | 偽装妻VS愛人VSモテ男   | Yuki Saito |
| 第3話  | 7月29日 | 女心は、もっとやわらかいもの     | 偽装妻VS愛人VSキャバ嬢 | スミス     |
| 第4話  | 8月05日 | 大事なあの子とモーニングコーヒー | 偽装妻VS妄想暴走愛人   | Yuki Saito |
| 第5話  | 8月12日 | 2番目でもないならサヨウナラ      | ストーカー愛人VS偽妻   | Yuki Saito |
| 第6話  | 8月19日 | 恋はいつでも不均衡               | モテVS非モテ(秘)恋愛論 | スミス     |
| 第7話  | 8月26日 | 世界で一番必要なあなたへ         | アラサー女、新たな恋   | 安食大輔   |
| 第8話  | 9月02日 | あなたの嘘、知っています         | 第4の愛人&妻の不倫     | 安食大輔   |
| 第9話  | 9月09日 | 最後のバトルは君次第             | 第5の愛人は美人女医    | Yuki Saito |
| 第10話 | 9月16日 | おんどりゃーどういうこっちゃ     | 愛人集合暴かれるウソ   | Yuki Saito |
| 第11話 | 9月23日 | 良縁は口に苦し                   | 修羅場! 愛人勢ぞろい   | Yuki Saito |
| 最終話 | 9月30日 | 嘘は本当で本当は罪で!?           | 愛の告白…衝撃の結末    | Yuki Saito |